# Alto de Las Plumas
Alto de Las Plumas es una localidad rural argentina del Departamento Mártires en la provincia de Chubut. Se encuentra al noreste de la localidad del mismo nombre, sobre la Ruta Nacional 25. Existe registro que detentó un pequeño centro poblacional a lo que se sumó las estancias que rodean la zona. Hoy es clasificada como un paraje de población rural dispersa.

## Toponimia
El nombre de la localidad fue tomado de la estación. El origen de esta denominación se debe a que se encuentra cerca del paraje Paso de las Plumas, que corresponde a un vado sobre el río Chubut. En cuanto a la palabra "Alto" se explica a que se encuentra en un lugar más alto que otra población cercana llamada Bajo de las Plumas (Las Plumas hoy). En tanto,  la referencia a "Las Plumas" se vincula con la gran cantidad de plumas de ñandú que se encontraban en estos parajes cuando los grupos aborígenes patagónicos (Tehuelches) abandonaban las carcasas de este animal luego de su caza, de haberlos aprovechado para alimentarse y celebrar con sus plumas rituales. Por otro lado, la estación tuvo otros apodos: el más conocido apareció en algunos itinerarios de la línea como Kilómetro 242.En tanto, fue llamada Punta Rieles por los empleados.

## Historia
Como antecedente a la creación de Altos de Las Plumas, el 11 de julio de 1921 se creó formalmente Las Plumas por decreto de carácter general del Poder Ejecutivo Nacional. En la resolución se dispuso que la Dirección de Tierras del Ministerio de Agricultura, previera reservas para la formación de pueblos en varios de los Territorios Nacionales.
La extensión a Gaiman fue concretada en 1909 y en octubre de 1911, algo prematuramente, fue anunciado que la línea iba a ser extendida hacia Boca de la Zanja. La compañía tenía fuerte presión por los colonos chubutenses para lograr la extensión. En 1913 esta presión alcanzó su nivel más alto cuando la Cía. Mercantil del Chubut, una cooperativa de chacareros vecinales, pidió una concesión para la construcción de un ferrocarril competitivo desde la desembocadura del río Chubut, cerca Rawson, hasta unos 100km en Toma de la Zanja. La obra se inauguró  el 5 de noviembre de 1915 y posibilitó la llegada de la línea a Dolavon. El ferrocarril se mantuvo bajo explotación de compañías privadas hasta 1922, en que es transferido al Estado Nacional. El Estado sólo tuvo contrato de arrendamiento de doce meses desde 1 de noviembre de 1922 con el FCCC. Se intentó completar la compra total lo más pronto posible, pero el estado financiero era desastroso durante la mayoría de los años 1920. La compra formal fue efectiva solamente en 1936.
También, en 1922 se empezaba la última ampliación. Así se comenzó el ambicioso plan de extender la línea hasta el oeste. La conexión a la gran red sería por trocha angosta de 75 cm. Ante este plan se cambió la vía original del FCCC a trocha 75cm. Esto extendería el ferrocarril para formar una red más grande desde la línea a San Carlos de Bariloche hasta los ramales de Comodoro Rivadavia y Puerto Deseado.Sin embargo los planes de ampliación murieron en marzo de 1924 con el último intento de ampliarlo con un plan que empalmaría con Esquel y de allí con la línea de Ingeniero Jacobacci, pero llegados los rieles a Alto Las Plumas, se informó que los trabajos quedan suspendidos y la línea en explotación ve mermando paulatinamente su movimiento ya que las nuevas extensiones prácticamente no le aportan mayor tráfico.Entre los pretextos que se expusieron para su paralización estuvieron la bajada del cañadón Las Plumas. La mala planificación de la trocha de 0.75, en desmedro de la 1 metro inglesa, hizo posible la bajada hacia Paso de Indios, pero imposible que las formaciones subieran hacia Las Plumas. Para complicar más la obra, todo el trazado hacia el oeste sería afectado por la falta de potencia para ascender hacia la cordillera dado que el poder de tracción se redujo a solo 180 toneladas; además de una velocidad promedio de 25 kilómetros por hora.
Algunos años después, la localidad comenzó su vida gracias a la instalación de estación Alto de las Plumas del Ferrocarril Central del Chubut en 1924. La estación fue emplazada en el kilómetro 242 y pensada inicialmente como punta de rieles provisoria. No obstante, el ferrocarril interrumpió su expansión hacia el oeste por mala planificación y Altos de Las Plumas se tornó como punta de rieles definitiva.
El uso de la estación se correspondió con el papel que tenía  ya que desempeñaba todos servicios de pasajeros, cargas, encomiendas y hacienda. En el informe de 1958 asegura que era una de las pocas estaciones de este tipo con infraestructura para hacienda que aun ofrecía este servicio. Para sus tareas se valía de: apartadero 708m, desvíos de 1637 m, galpón 300 m2 triángulo, rampa de costado, 2 rampa de punta, corral de 130 m2 con 3 bebederos y tanque de 85 m3.
El sitio donde se levantó la estación estaba despoblado y a pesar de los recursos materiales que el ferrocarril explotó no impidieron que el tramo desde Boca de la Zanja hasta la punta de riel en Las Plumas permaneciera ocioso para el servicio de pasajeros. De este modo, al no contar con población significativa esta extensa porción del ferrocarril fue considerada optativa de uso para subir y bajar pasajeros. Esto determinó que las estaciones y desvíos hasta la punta de riel hayan permanecido clausurados o reducidos a apeaderos gran parte de los itinerarios. En cambio, la estación punta de riel centró su labor en la explotación del valioso mineral caolín; que abunda en la zona y fue exportado al norte del país en grandes cantidades desde esta estación, Las Chapas, Boca de la Zanja y Campamento Villegas. Otro de los movimientos fuertes y constantes de la estación era recibir desde Las Plumas leña mediante los carreros que traían palos de molle.
El pueblo en su apogeo llegó a detentar: un hotel muy típico de buena capacidad especializado en pasajeros del tren, un almacén de ramos generales, una escuela, un tanque muy grande de agua, y un galpón de 300 metros. En 2016 fue informado que prevalecía el hotel y el almacén de ramos generales en muy buena conservación con cincuenta años de apariencia, barra de madera gigante, algunas botellas que guardaban de épocas inmemoriales y mesas y sillas labradas antiquísimas. 
Un informe de 1951 confeccionado por la ex Gobernación Militar de Comodoro Rivadavia detalló las estaciones - localidades más importantes del ferrocarril y Altos de Las Plumas fue mencionada a pesar de ser de tipo rural. Las razones de encontrar a la localidad - estación en esta lista puede estar dada porque se mantenía algo de población importante zona rural de sus inmediaciones o porque su estación mantenía movimientos respetables todavía.

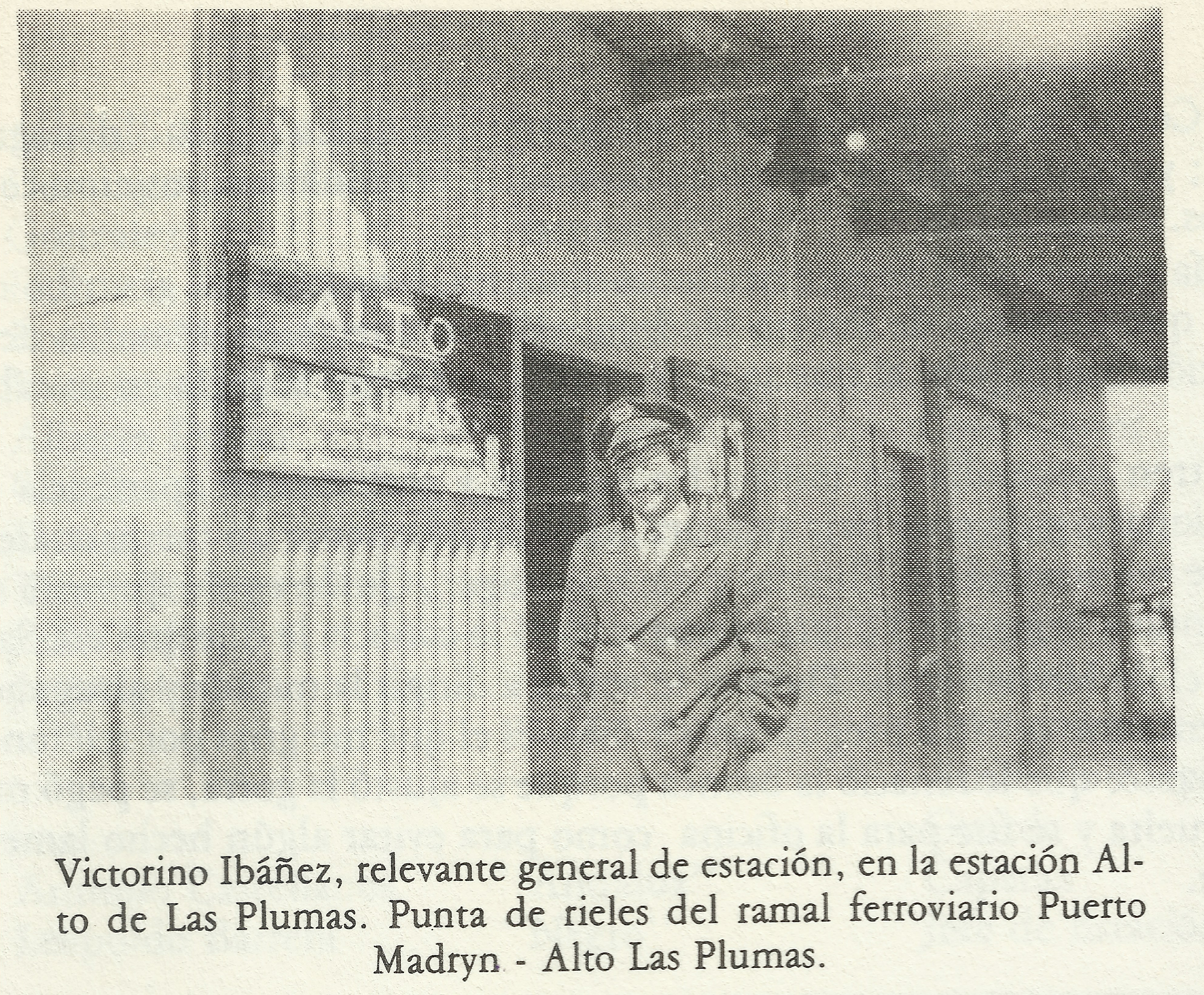
El jefe de la estación durante sus últimos años de actividad.

Esta descripción de que se llegó a conformar un pequeño caserío concuerda con los testimonios de los ferroviarios que trabajaron en este poblado y que fueron recogidos en el libro Los Ferroviarios que Perdimos el Tren:

«En Altos de Las Plumas también había un negocio, un hotel. Allí paraban los que venían del campo y Esquel». .
Ignacio Bernárdez

«Boca de la Zanja era la última estación donde la máquina podía tomar agua. Luego no había donde tomar agua. Por eso, en ese lugar se enganchaban vagones cisternas con agua potable para todas las estaciones hasta Altos de las Plumas (....) En Alto de Las Plumas terminaba el viaje y la vía en medio del desierto. No había una gran ciudad, puertos ni nada que justificara que se hubiera tendido el riel hasta ese lugar. Era como si una mano invisible hubiese estaqueado el progreso en medio de la meseta Patagónica (...) en 1957 se levantó una casilla de chapa y madera para el personal que tenía que pasar la noche en esta localidad. Alcance a ver construcciones dispersas sin orden la casa de la maestra que servía de escuela, otra donde vivía un agente de policía y el galpón de cargas(...) El hotel principal pertenecía a Don Galeano hombre mayor y viejo poblador que tenía gran cantidad de hijos. Su establecimiento tenía un restaurante muy concurrido, un almacén y un surtidor de naftas».
Peter Seibt

En Alto de las Plumas no había tanto trabajo y la soledad se hacía sentir (....) El frío se hacía sentir y la temperatura bajaba a -10 en el despacho del hotel; hasta la tinta se escarchaba (....) El servicio de trenes era uno por semana, pero había que atender la estación pues siempre llegaba algún poblador de la zona rural para retirar o despachar cargas (....) En verano se hacía más ameno incluso el trabajo repuntaba, mayor despacho de frutos de la zona especialmente lanas y cueros (....) Por ese entonces, la población de Alto de Las Plumas contaba con dos hoteles que su vez contaban con sus tradicionales boliches y algo así como un despacho de ramos generales. Sus dueños el señor Clemente Moreno y más tarde don Ramiro Galeano. El otro perteneció a don Mario Kamenopolsky y posteriormente a Don Bledyn Jones. También había un destacamento de policía que estaba a cargo del sargento rosas; una escuelita a la que concurrían los niños del lugar cuyos directores fueron Ricardo Matas y la señorita Lidia Roberts.
Se encontraba una estafeta de correo que era atendida por Clotilde de Barrera. La correspondencia era traslada por la empresa Chubut que hacia el recorrido hacia Esquel y la empresa Miguelito. Varias viviendas de la gente radicada en el lugar completaban el pueblito que aunque pequeño tenía su vida.
Con la clausura del ferrocarril desapareció la población. No quedó nada, solamente se salvó uno de los hoteles que es ocupado por en la actualidad por el ganadero Gutiérrez, propietario de las tierras del lugar. Para quienes conocimos el pueblito en aquellos tiempos nos provoca enorme tristeza. !Pensar que lo que se logró en épocas tan difíciles lejos de continuar progresando, con medidas tan absurdas se lo destruyó!.
Víctor Ibáñez

Uno de los últimos informes del Ferrocarril Patagónico efectuado en 1957 enumera las localidades significativas de todo el Ferrocarril Central del Chubut. La lista inicia desde Puerto Madryn hasta Dolavon. Sin embargo, las demás poblaciones desde Boca de Zanja hasta Altos de las Plumas fueron clasificadas como rurales y con la simple descripción escasa población.
Esto se confirmó con un mapa efectuado en 1962 por el Instituto Geográfico Militar Argentino que describió las principales estaciones-localidades del ferrocarril y señaló nuevamente a todo el tramo Boca de Zanja - Altos de las Plumas baja importancia poblacional.
Tras la finalización de operaciones en octubre de 1961 se acentuó exponencialmente el éxodo de la poca población que aun prevalecía. Su rápido despoblamiento en parte es explicado la languidez del funcionamiento del ferrocarril que en un principio se enlazaba con las estancias mediante pesadas chatas que acarreaban la producción a las estaciones más cercanas. Luego estas fueron reemplazadas por el camión que se desplazaba desde las estancias directamente hasta el puerto. Los servicios con camiones que eran vistos como rápidos, regulares y con un servicio puerta a puerta. Para completar la ecuación desfavorable las líneas patagónicas no tenían población significativa ni en la suma total de sus localidades.
Luego de la clausura definitiva del ferrocarril la traza permaneció algunos años, pero Onganía  en su primer año inició el desmantelamiento con levantamiento de vías y otras infraestructuras entre 1969 y 1974. De este modo, se terminó haciendo irreversible la clausura.En tanto, en esta localidad los mismos pobladores levantaron parte de las vías y durmientes para hacer corrales o alambrados. La acción de los pobladores de Alto de Las Plumas sobre la traza vial se observa claramente en un documental producido por La Nación que muestra una entrevista con la intendente de Las Plumas en Alto de Las Plumas con un inmenso corral para ganado hecho con material ferroviario de fondo y algunas viviendas de la localidad.
Luego del cierre del ferrocarril, Altos de Las Plumas y su entorno rural no volvieron a ser aludidas por censos y estadísticas. Actualmente, Alto de las Plumas esta desprovisto de su antiguo aspecto de pueblo casi sin habitantes.A pesar de esto prevalecen pocos habitantes que conforman un pequeño caserío y que aún mantiene actividad productiva vinculada a la ganadería ovina. Sin embargo, algunos mapas aun recogen el nombre de la población o su exestación como es el caso de Google Maps y Open Street Maps.